# Noël Vandernotte
Noël Vandernotte (francès: Étienne Noël Henri Vandernotte)  (Anglet, 25 de desembre de 1923 - Sant Estève dau Gres, 18 de juny de 2020) fou un remer francès que va competir durant la dècada de 1930.
El 1936 va prendre part en els Jocs Olímpics de Berlín, on disputà dues proves del programa de rem. En ambdues, dos i quatre amb timoner, guanyà la medalla de bronze. En el dos va fer equip amb Marceau Fourcade i Georges Tapie, mentre en el quatre el formà equip amb el seu pare Fernand Vandernotte, el seu tiet Marcel Vandernotte, Jean Cosmat i Marcel Chauvigné.
En el seu palmarès també destaca una medalla de plata al Campionat d'Europa de rem de 1934.